# Maluginense
Maluginense (llatí: Maluginensis) va ser una família patrícia de la gens Cornèlia que apareix als primera temps de la República i desapareix abans de les guerres samnites. La família sembla que era originada en els Cos (Cossus), ja que inicialment els dos cognoms apareixen junts, però després van formar branques separades.
Personatges destacats van ser:
- Servi Corneli Cos Maluginense, cònsol el 485 aC
- Luci Corneli Cos Maluginense, cònsol el 459 aC
- Marc Corneli Maluginense, membre del segon decemvirat
- Marc Corneli Maluginense, cònsol el 436 aC
- Publi Corneli Maluginense, tribú amb potestat consolar el 404 aC
- Publi Corneli Maluginense, tribú amb potestat consolar el 397 aC i el 390 aC
- Publi Corneli Maluginense Cos, cònsol el 393 aC
- Marc Corneli Maluginense (censor), censor el 393 aC
- Servi Corneli Maluginense (tribú), tribú amb potestat consular set vegades al segle iv aC
- Marc Corneli Maluginense (tribú), tribú amb potestat consular per dues vegades al segle IV aC
- Servi Corneli Maluginense (magister equitum), magister equitum el 361 aC